# Liste der Kulturdenkmale in Rostig
In der Liste der Kulturdenkmale in Rostig sind die Kulturdenkmale des Großenhainer Ortsteils Rostig verzeichnet, die bis Dezember 2020 vom Landesamt für Denkmalpflege Sachsen erfasst wurden (ohne archäologische Kulturdenkmale). Die Anmerkungen sind zu beachten.
Diese Aufzählung ist eine Teilmenge der Liste der Kulturdenkmale in Großenhain.

## Rostig
| Bild                                    | Bezeichnung                                       | Lage                            | Datierung                 | Beschreibung | ID       |
| --------------------------------------- | ------------------------------------------------- | ------------------------------- | ------------------------- | --- | -------- |
| Direkt Bild zu diesem Denkmal hochladen | Wohnstallhaus eines ehemaligen Dreiseithofes      | Kalkreuther Straße 4 (Karte)    | 2. Hälfte 19. Jahrhundert | Obergeschoss Fachwerk, Teil der alten Ortsstruktur, baugeschichtlich von Bedeutung, bildet Dreiseithof mit Nummer 6. Erdgeschoss massiv, Giebel massiv, mit Steingewänden, Krüppelwalmdach. | 08958155 |
| Direkt Bild zu diesem Denkmal hochladen | Seitengebäude (Wohnstallhaus) eines Dreiseithofes | Kalkreuther Straße 5, 7 (Karte) | Mitte 19. Jahrhundert     | Mit Fachwerk-Obergeschoss, Teil der alten Ortsstruktur, baugeschichtlich von Bedeutung. Erdgeschoss massiv, Giebel Fachwerk, mit Sandsteingewänden, originale Fenster, Rückseite Fachwerk, Krüppelwalmdach, Biberschwanzdeckung. | 08958156 |
| Direkt Bild zu diesem Denkmal hochladen | Wohnstallhaus eines Dreiseithofes                 | Kalkreuther Straße 15 (Karte)   | Bezeichnet mit 1834       | Obergeschoss Fachwerk, Teil der alten Ortsstruktur, baugeschichtlich von Bedeutung, bildet Dreiseithof mit Nummer 17. Erdgeschoss massiv, zum Teil originale Fenster, profilierte Türgewände mit Segmentbogen und Schlußstein, dort bezeichnet mit „RL 1834“, Giebel massiv, mit Putzgliederung, Krüppelwalmdach, angebautes Frackdach. | 08958157 |
| Direkt Bild zu diesem Denkmal hochladen | Wegestein                                         | Stadtweg (Karte)                | Bezeichnet mit 1836       | Verkehrshistorische Bedeutung. Inschrift „Goehra 1/4 St., Gr.Hayn 1 St., Kalkreuth 3/4 St./ Dorf Rostig 1836“. | 08958158 |

## Tabellenlegende
- Bild: Bild des Kulturdenkmals, ggf. zusätzlich mit einem Link zu weiteren Fotos des Kulturdenkmals im Medienarchiv Wikimedia Commons. Wenn man auf das Kamerasymbol klickt, können Fotos zu Kulturdenkmalen aus dieser Liste hochgeladen werden:
- Bezeichnung: Denkmalgeschützte Objekte und ggf. Bauwerksname des Kulturdenkmals
- Lage: Straßenname und Hausnummer oder Flurstücknummer des Kulturdenkmals. Die Grundsortierung der Liste erfolgt nach dieser Adresse. Der Link (Karte) führt zu verschiedenen Kartendiensten mit der Position des Kulturdenkmals. Fehlt dieser Link, wurden die Koordinaten noch nicht eingetragen. Sind diese bekannt, können sie über ein Tool mit einer Kartenansicht einfach nachgetragen werden. In dieser Kartenansicht sind Kulturdenkmale ohne Koordinaten mit einem roten bzw. orangen Marker dargestellt und können durch Verschieben auf die richtige Position in der Karte mit Koordinaten versehen werden. Kulturdenkmale ohne Bild sind an einem blauen bzw. roten Marker erkennbar.
- Datierung: Baubeginn, Fertigstellung, Datum der Erstnennung oder grobe zeitliche Einordnung entsprechend des Eintrags in der sächsischen Denkmaldatenbank
- Beschreibung: Kurzcharakteristik des Kulturdenkmals entsprechend des Eintrags in der sächsischen Denkmaldatenbank, ggf. ergänzt durch die dort nur selten veröffentlichten Erfassungstexte oder zusätzliche Informationen
- ID: Vom Landesamt für Denkmalpflege Sachsen vergebene, das Kulturdenkmal eindeutig identifizierende Objekt-Nummer. Der Link führt zum PDF-Denkmaldokument des Landesamtes für Denkmalpflege Sachsen. Bei ehemaligen Kulturdenkmalen können die Objektnummern unbekannt sein und deshalb fehlen bzw. die Links von aus der Datenbank entfernten Objektnummern ins Leere führen. Ein ggf. vorhandenes Icon  führt zu den Angaben des Kulturdenkmals bei Wikidata.